# لیندسی آلن
لیندسی آلن (انگلیسی: Lindsay Allen؛ زادهٔ ۲۰ مارس ۱۹۹۵) بازیکن بسکتبال اهل ایالات متحده آمریکا است.
وی در مسابقات کشوری و بین‌المللی در مجموع برندهٔ ۱ مدال طلا شده‌است.